# Holcocephala analis
Holcocephala analis är en tvåvingeart som först beskrevs av Macquart 1846.  Holcocephala analis ingår i släktet Holcocephala och familjen rovflugor.
Artens utbredningsområde är Colombia. Inga underarter finns listade i Catalogue of Life.